# Fylokladium

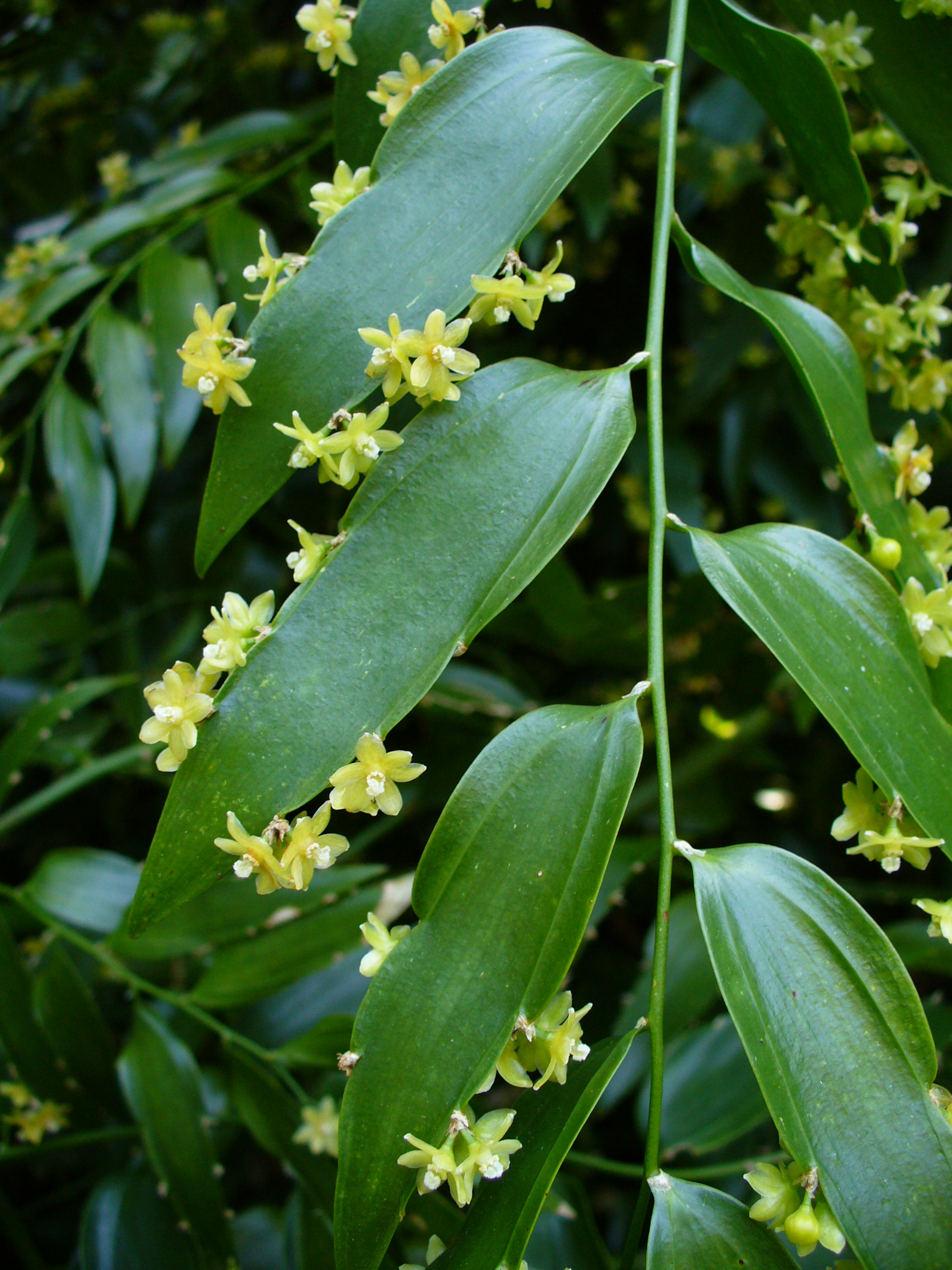
Fylokladia Semele androgyna (chřestovité) s květy na okrajích

Fylokladium (phyllocladium), též fylokládium, je zploštělý útvar stonkového původu, který u některých rostlin funkčně nahrazuje zakrnělé listy. Fylokladia, tvořená jen jedním nebo dvěma stonkovými články, jsou někdy označována jako kladodia. U některých rostlin vyrůstají na okrajích či na ploše fylokladií i květy a plody. Ze známějších rostlin má fylokladia například chřest, listnatec nebo některé kaktusy.

## Definice a morfologie fylokladií

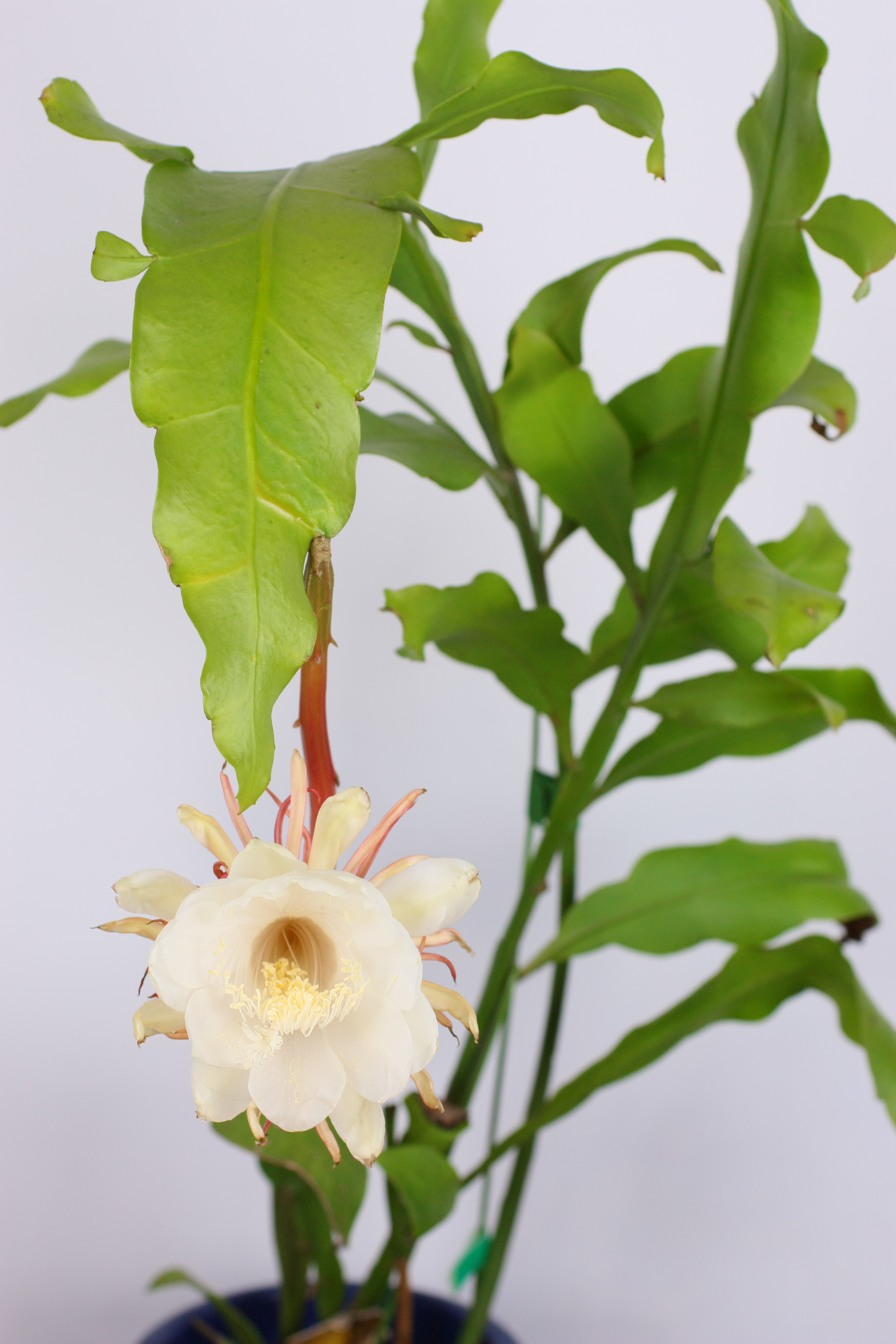
Kaktus Epiphyllum oxypetalum

Jako fylokladia se označují zploštělé asimilující orgány stonkového původu, které u některých rostlin funkčně nahrazují listy. Charakteristické pro ně je, že vyrůstají z pupenů v paždí drobných zakrnělých listů. Pokud tyto listy záhy opadávají, zůstávají po nich na stonku drobné jizvy. Z pupenů na fylokladiích vyrůstají buď nová fylokladia, nebo květenství a plodenství. U kaktusů s fylokladii vyrůstají šupinovité listy i pupeny na areolách.

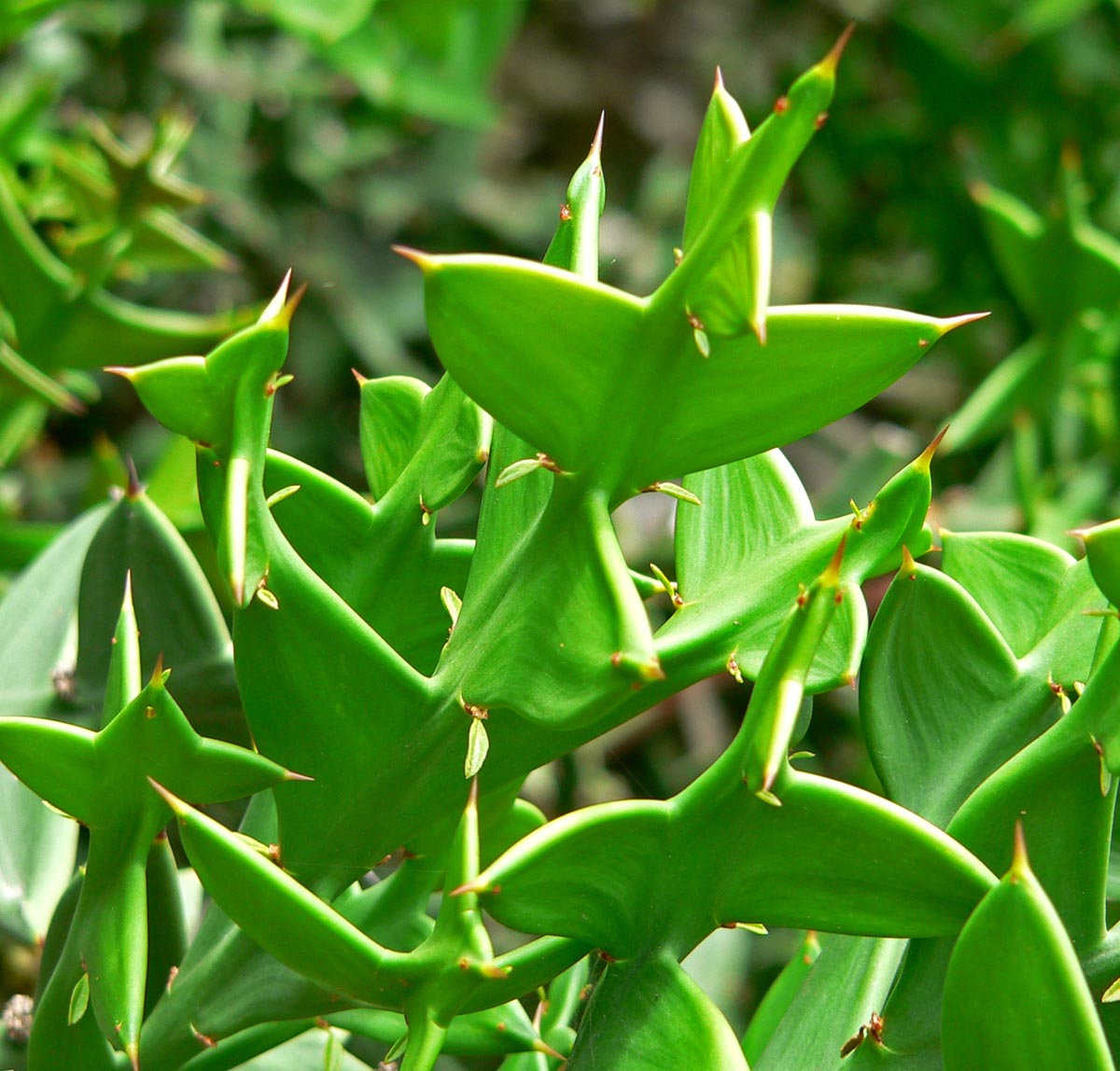
Fylokladia kolécie křížaté (řešetlákovité) se zřetelnými drobnými listy na bázi zploštělých útvarů
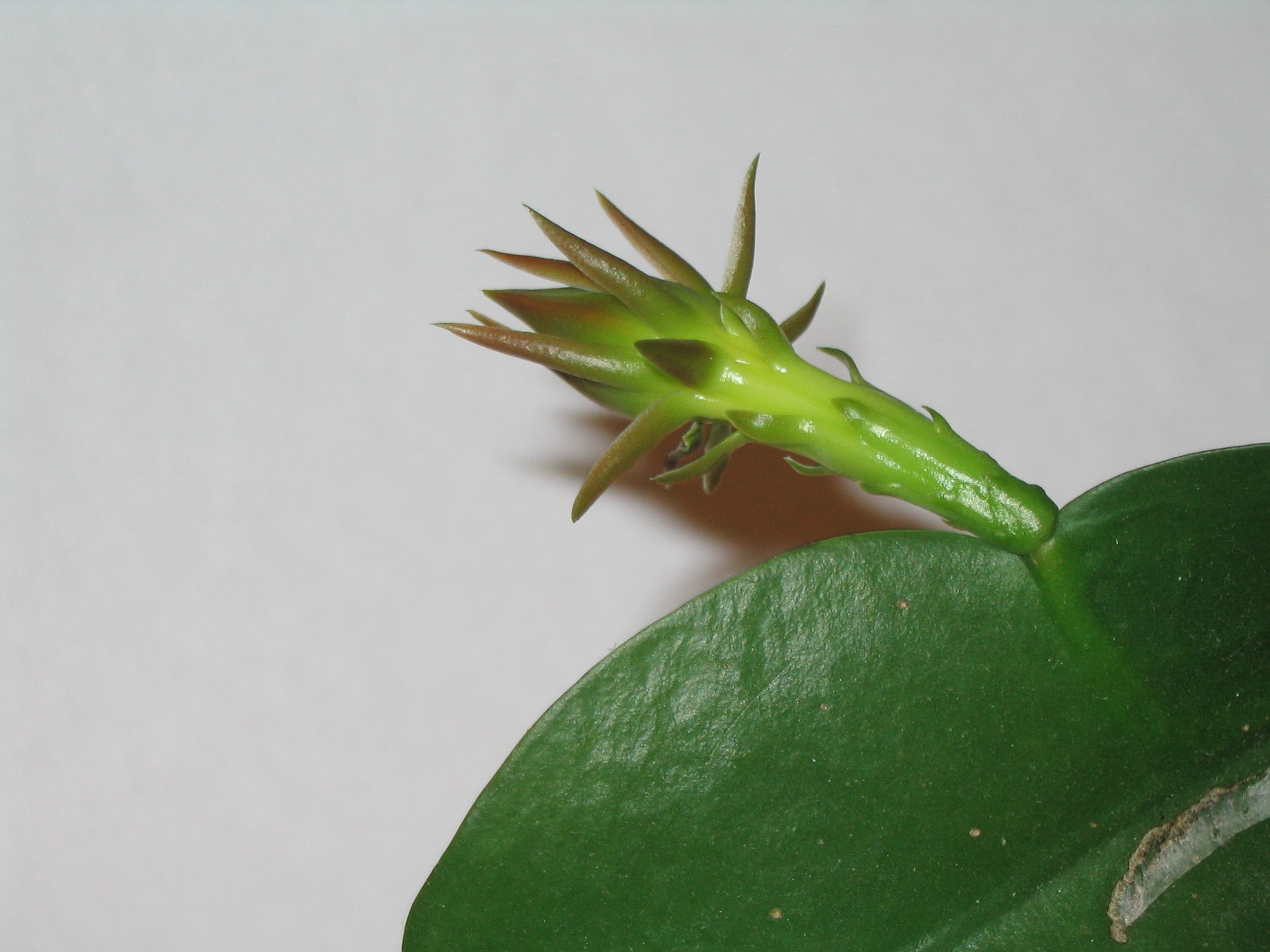
Poupě vyrůstající na okraji fylokladia kaktusu Epiphyllum oxypetalum
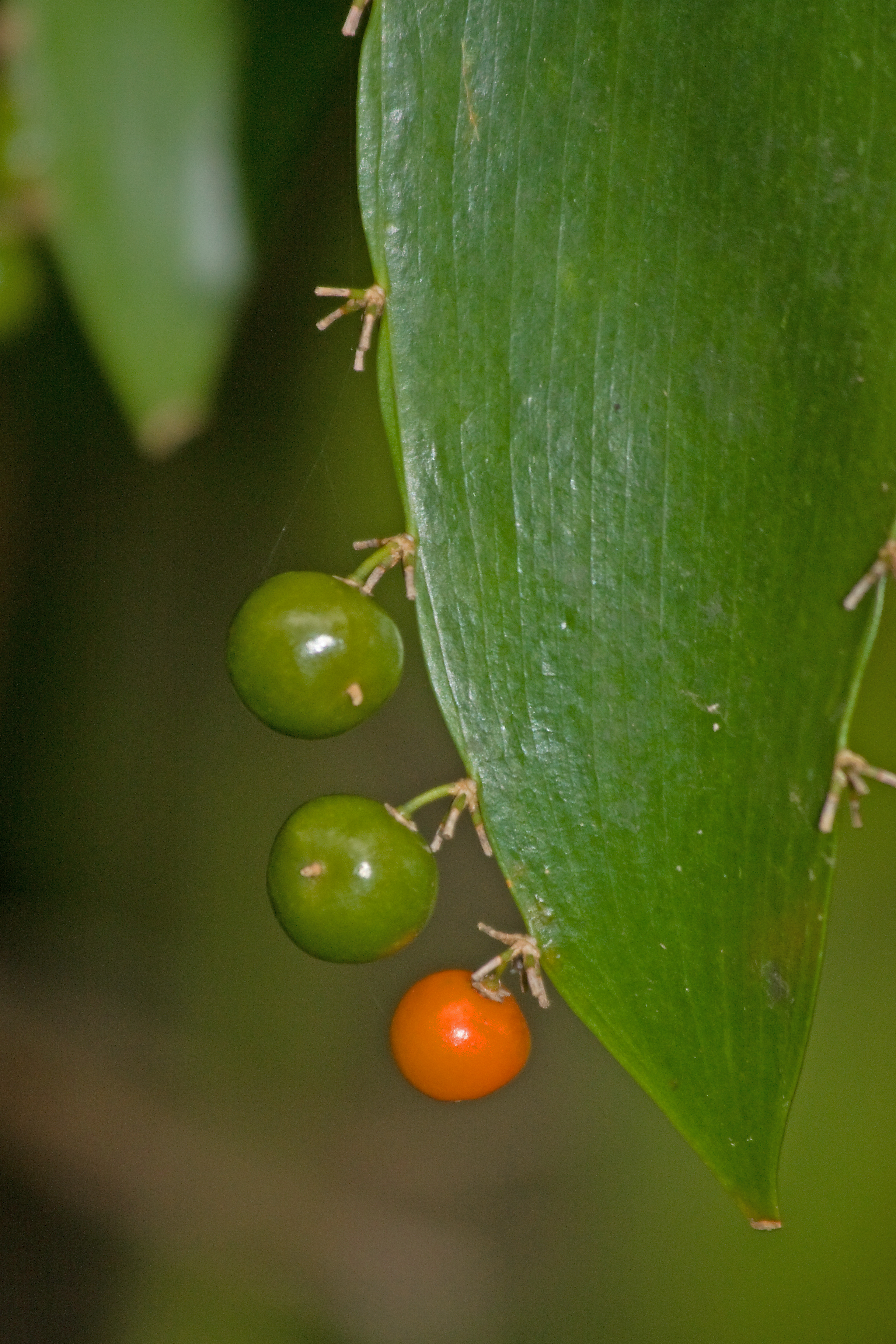
Bobule na okraji fylokladia Semele androgyna

## Rostliny s fylokladii
Fylokladia mohou mít dosti různorodou podobu. U některých druhů kolécií z čeledi řešetlákovité mají formu tvrdých, zploštělých, křižmostojných výběžků stonku, zakončených trnem. U jiných rostlin jsou fylokladia nápadně článkovaná. Příkladem mohou být různé epifytické kaktusy (Schlumbergera, Epiphyllum, některé druhy Rhipsalis a řada dalších), smuteň Phyllanthus angustifolius z čeledi smuteňovité nebo širokovětvec plochý (Muehlenbeckia platyclada) z čeledi rdesnovité. V některých případech připomínají fylokladia tuhé listy a vyrůstají z normálně vyvinutých větévek s okrouhlým průřezem (např. chřest, listnatec, Semele androgyna a Danae racemosa z čeledi chřestovité, fylokladus z čeledi nohoplodovité, kolopejka z čeledi tlusticovité včetně bývalého rodu Bryophyllum). Mezi fylokladia (či kladodia) se řadí i tlustě zploštělé, článkované stonky opuncií.
Rostliny s fylokladii lze nalézt i v čeledi bobovité, a to zejména u rodů z australské oblasti, kde toto přizpůsobení slouží jako obrana vůči suchu. Patří mezi ně zástupci rodů
Bossiaea (např. Bossiaea walkeri), Brenierea, Carmichaelia (např. Carmichaelia australis). Některé druhy bobovitých mají fotosyntetizující stonky s okrouhlým průřezem, tedy nezploštělé. Patří mezi ně například vítečník sítinovitý, čilimníky včetně janovce a některé australské rody (Jacksonia, Bossiaea, Templetonia). V takovém případě se ale o fylokladiích zpravidla nehovoří, byť funkce těchto nezploštělých stonků je obdobná jako u těch zploštělých. Obdobná situace je i u některých kaktusů, například u rodu Rhipsalis, u chřestů, kolécií a přesličníků.
Mezi hvězdnicovitými mají fylokladia některé druhy rodu pomíšenka (Baccharis), např. brazilský druh Baccharis glaziovii. Vyvinuly se i u některých poloparazitických rodů z čeledi santálovité (Exocarpos, Leptomeria), rozšířených v asijské a australské oblasti.

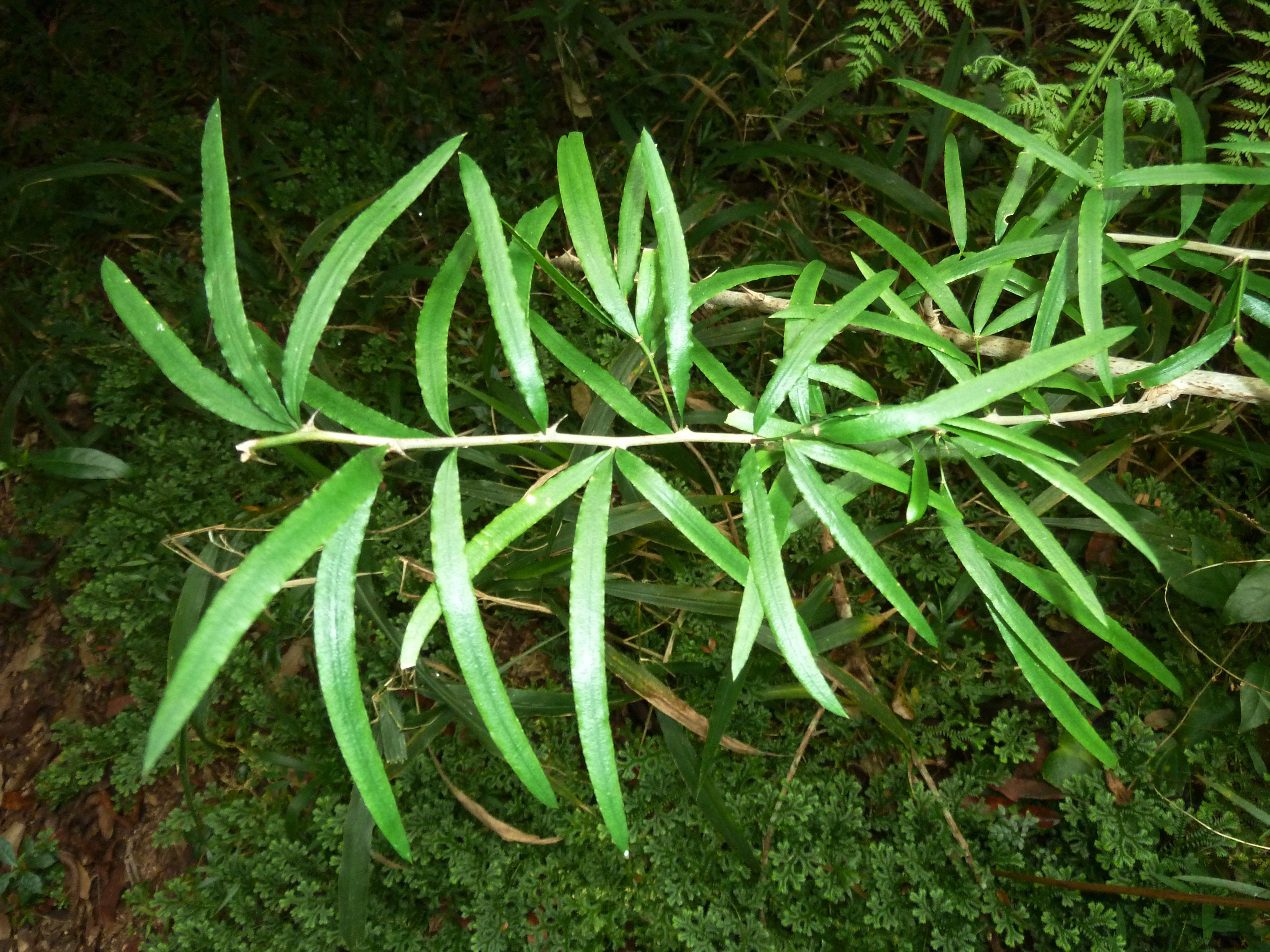
Chřest srpovitý (Asparagus falcatus), chřestovité
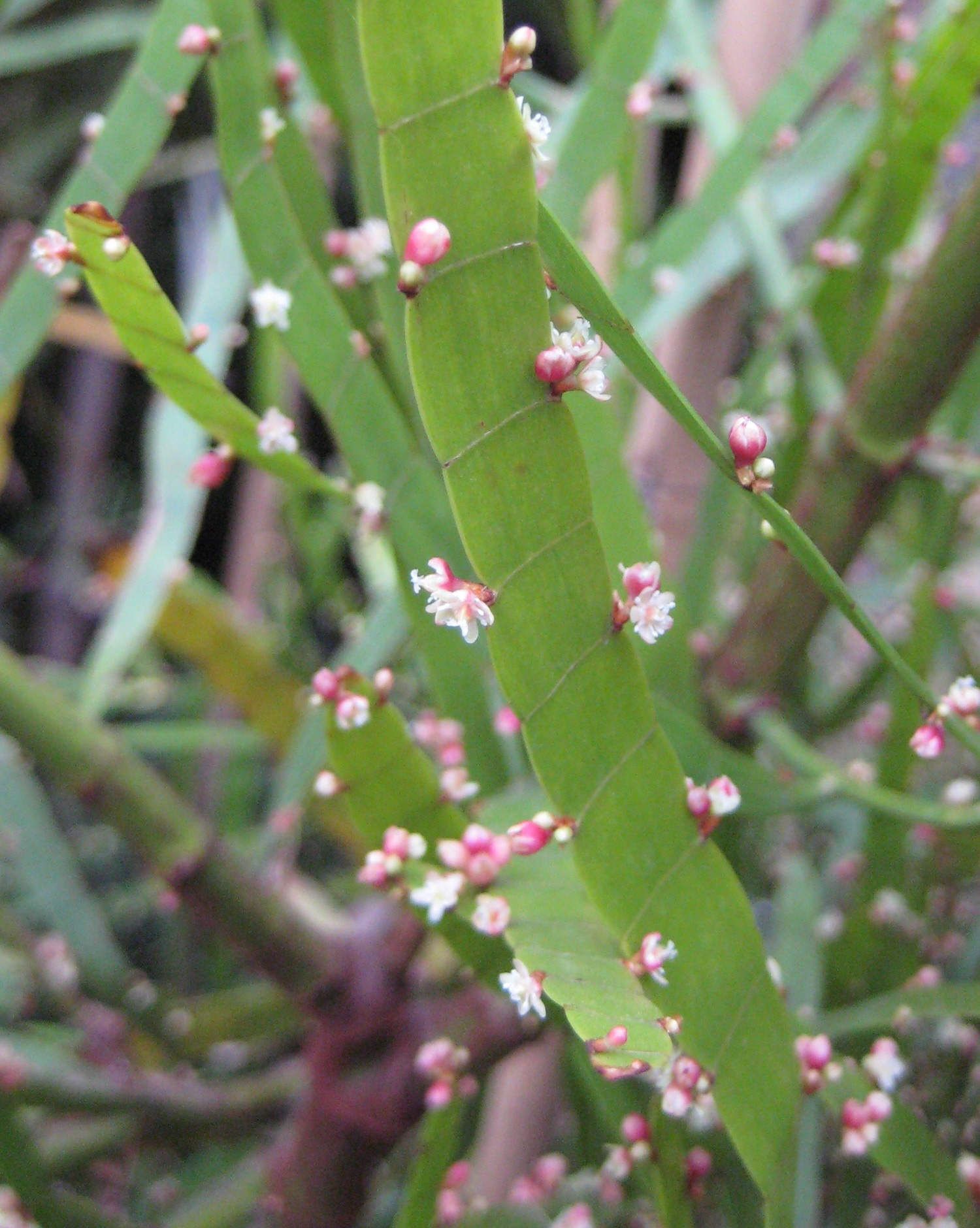
Širokovětvec plochý (Muehlenbeckia platyclada), rdesnovité
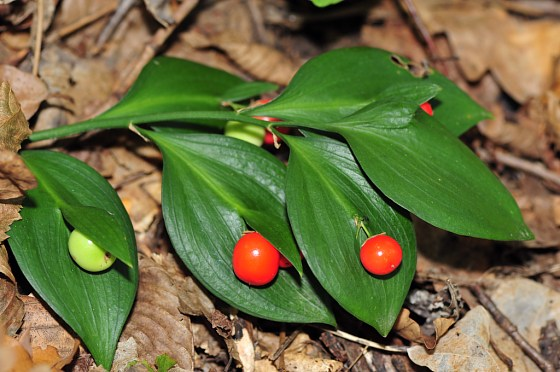
Listnatec jazykovitý (Ruscus hypoglossum), chřestovité
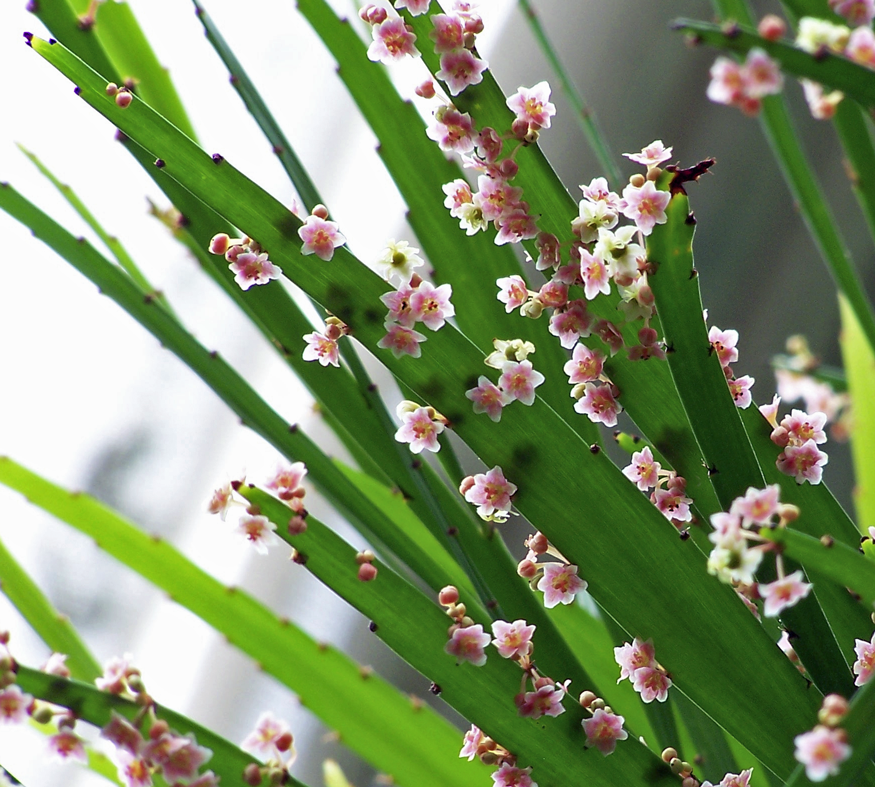
Smuteň úzkolistá (Phyllanthus angustifolius), smuteňovité
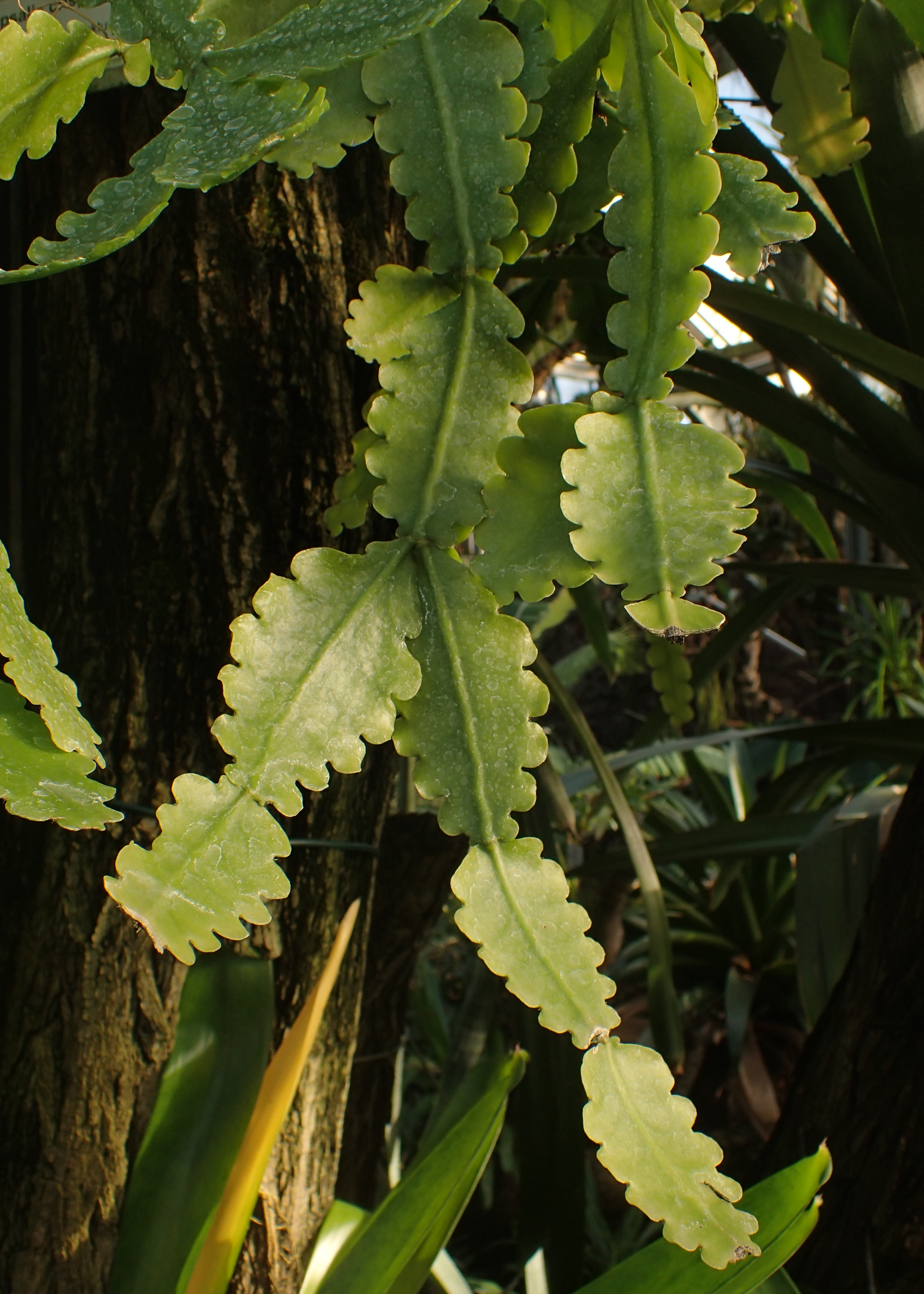
Ripsalis Rhipsalis crispata, kaktusovité
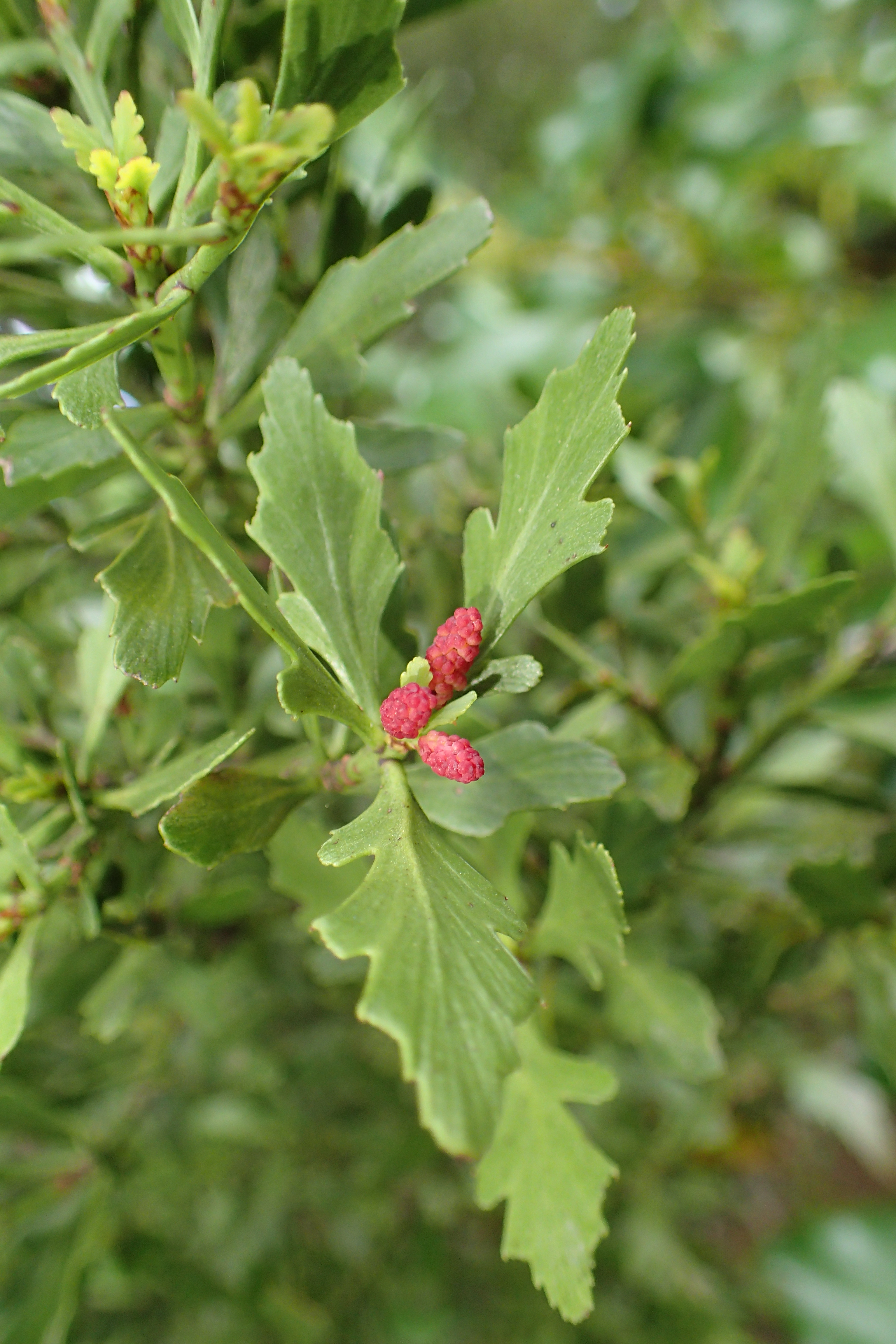
Fylokladus Phyllocladus alpinus, nohoplodovité

## Fylokladia nebo kladodia
Pojetí pojmů fylokladium a kladodium není napříč taxonomickou literaturou sjednocené a nezřídka jsou uváděny i jako synonyma. Fylokladium v úzkém slova smyslu bývá zpravidla definováno jako zploštělý stonek, tvořený větším počtem článků a vzniklý z brachyblastů (zkrácených větévek), zatímco kladodium je útvar s omezeným růstem, tvořený jen jedním nebo řidčeji dvěma stonkovými články a zformovaný z makroblastů. Malý počet článků souvisí se zakrněním vrcholového meristému. Jako příklad rostlin s kladodii se uvádí například chřest, epifytické kaktusy nebo listnatec.

## Prehistorie
Fosílie nahosemenných rostlin s větvemi zploštělými do podoby fylokladií jsou doloženy již z konce prvohor. Z Ruska byl popsán rod Permophyllocladus, pocházející ze svrchního permu. Z období pozdní křídy je znám druh Androvettia statenensis.

## Podobné struktury
Od pravých listů lze fylokladia odlišit podle přítomnosti zakrnělých listů (u kaktusů v podobě ostnů), nebo případně podle jizev po jejich opadu. Na rozdíl od listů často vyrůstají na jejich okraji nebo na ploše reprodukční orgány. Ty na listech vyrůstají jen výjimečně, a sice ze střední žilky nebo z řapíku. Jev se nazývá epifylie a je znám např. u tropické čeledi Dichapetalaceae, rodu Monophyllaea z čeledi podpětovité nebo u asijského rodu helvingie. Fylokladiím se někdy podobají fylodia, což jsou listové útvary, u nichž funkci čepele nahrazuje zploštělý a rozšířený řapík (např. u celé řady australských akácií). Na rozdíl od fylokladií je u fylodií přítomen úžlabní pupen.
U australského keře Daviesia horrida z čeledi bobovité a u některých druhů akácií (např. Acacia stenoptera) jsou vyvinuta jak fylokladia, tak i fylodia.
Zploštělé asimilující orgány stonkového původu, nahrazující chybějící listy, jsou i stélky (prýty) některých vodních rostlin, například okřehků a jiných rodů podčeledi Lemnoideae, a rovněž bublinatek.

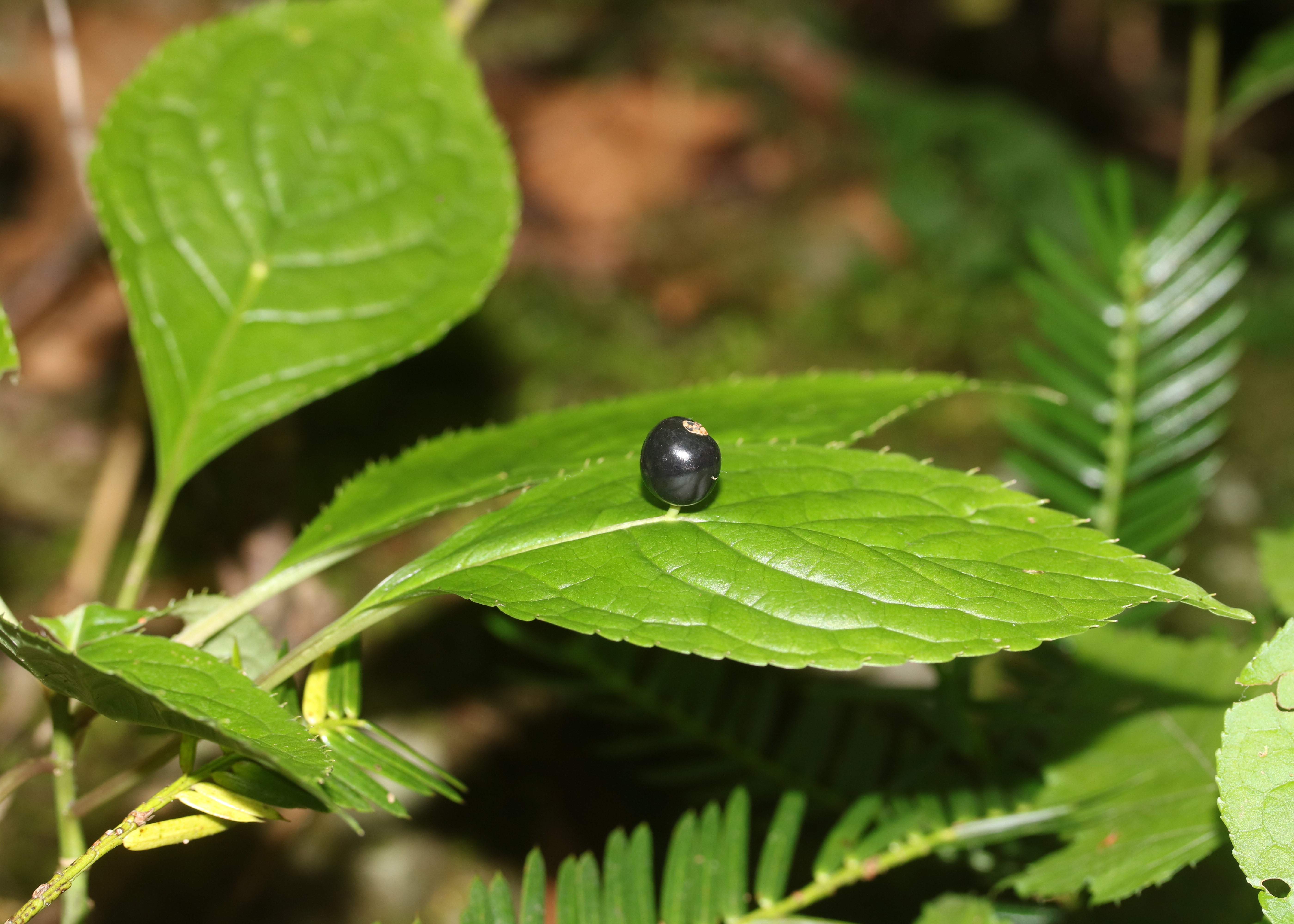
Epifylie u helvingie japonské
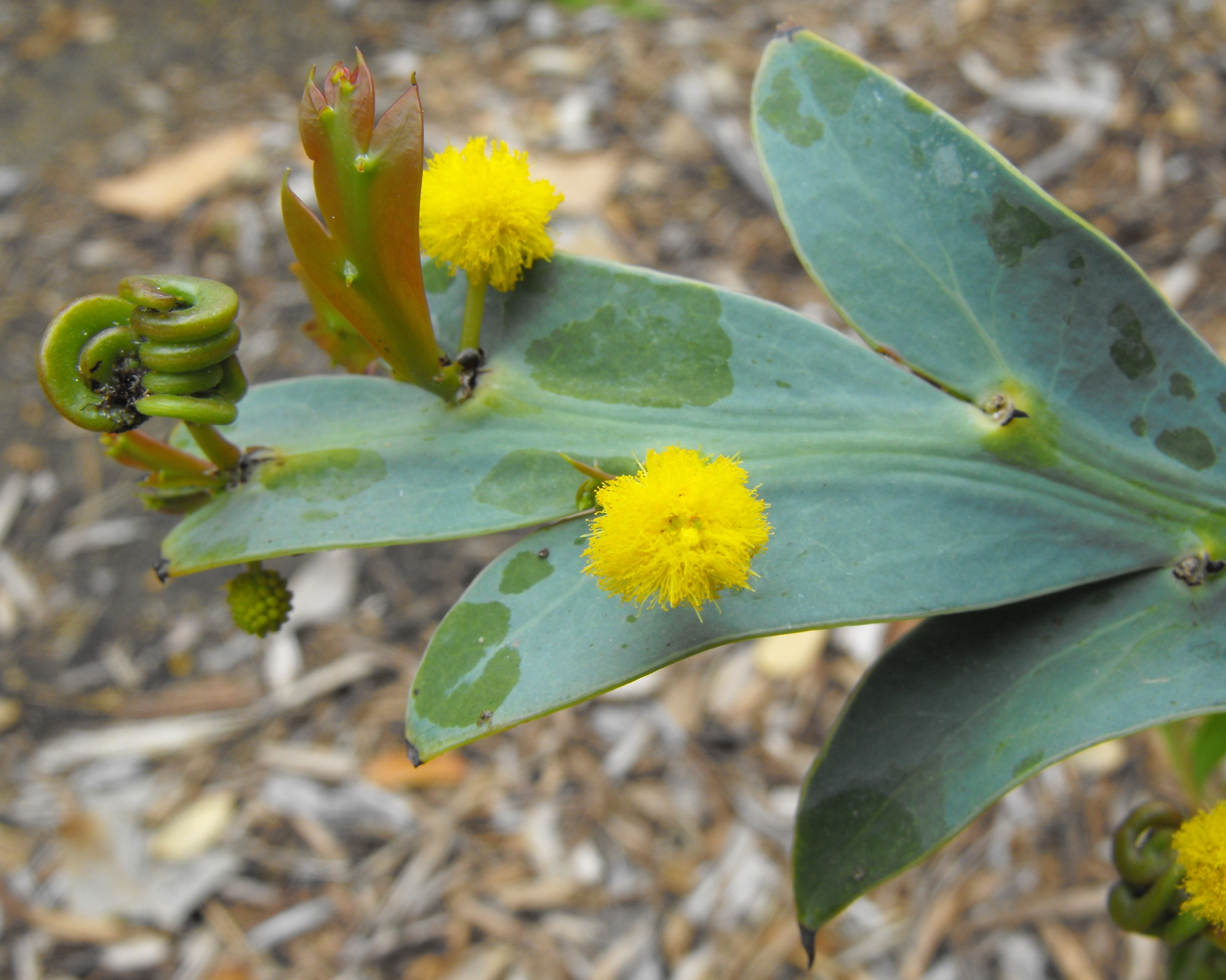
Fylodia akácie Acacia glaucoptera
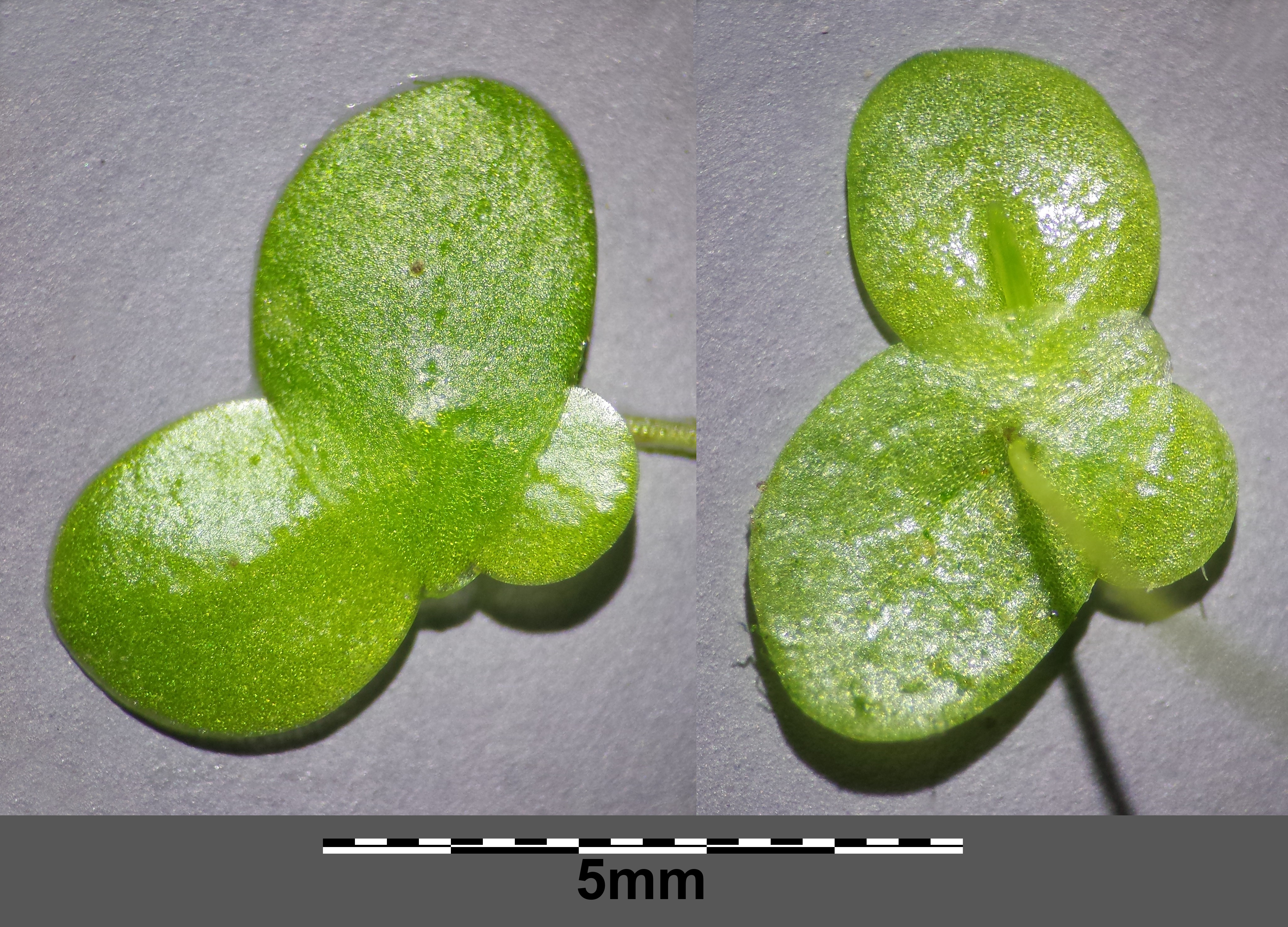
Zploštělá stélka okřehku menšího